# Asigliano Veneto
Asigliano Veneto és un municipi italià de 937 habitants de la província de Vicenza (regió de Vèneto).